# ペドロ・ドミンゴ・ムリーリョ

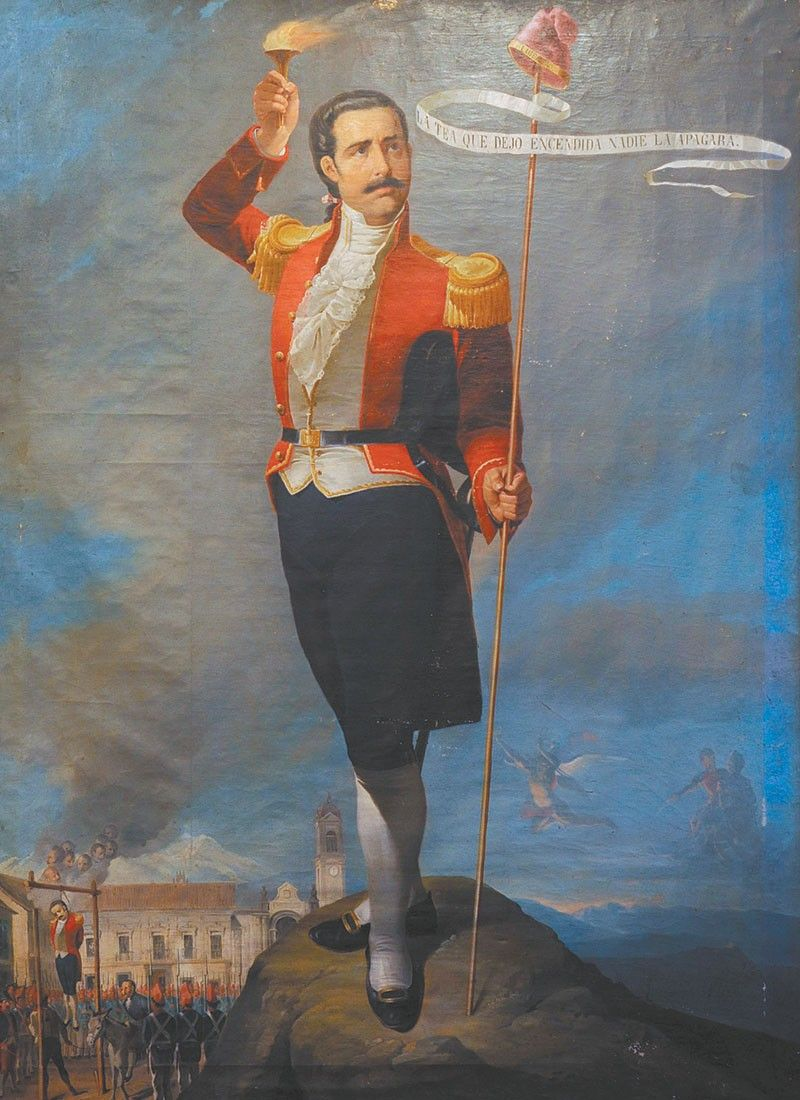
ペドロ・ドミンゴ・ムリーリョの処刑

ペドロ・ドミンゴ・ムリーリョ（西：Pedro Domingo Murillo、1757年9月17日 - 1810年1月29日）はアルト・ペルーの愛国者であり、ボリビア独立の先駆者としても知られる。

## 生い立ち
1757年9月17日ラパス生まれ。ラパスの資産家の生まれで、彼の父親は神学生で彼が生まれた後に神父となったフアン・シリアコ・ムリーリョ、母親はマリー・アセンシア・カラスコというクリオーリョ女性だった。彼は父親に育てられ、ラパスのサン・カルロス神学校で教育を受けた。その後、彼はチュキサカ県にあるラプラタ・サン・フランシスコ・ハビエル大学で法律を学んだが、卒業することはなかった。1778年、彼はポトシでオルメド・マヌエラ・デ・ラ・コンチャという女性と結婚。1781年にはイルパナで少なくとも2人の子供とともに生活していた。トゥパク・カタリの反乱に参加したとき、彼は民兵の中尉に任命された。
1785年に彼の父が亡くなった時、多くの遺産が息子たちに遺されたが、彼の叔母の一人であるカタリーナ・フェリパという女性が、その相続に関し裁判を申し立てた。第一審でムリリョは容易に勝利したにもかかわらず、彼は弁護士資格を偽装したために、後にラパスにてこの事実が発覚したときに、勝利した裁判が無効になっただけでなく、反逆者として当局に捕らえられた。1789年の初め、彼は恩赦で釈放され、その後は鉱山で働いていた。
1805年には、反スペイン政府のグループを組織したが捕まり、公判にかけられた。この裁判では無罪となり釈放されたムリリョは、他の愛国者たちとともに、熱意をもちつつも水面下でひそかに独立のための革命の準備に取り掛かった。
1809年には、7月16日革命を共謀した愛国者たちのグループのリーダーとなった。数日後には、スペイン帝国からのアルト・ペルーの開放を明記したトゥイティーバ会議宣言を公表するために、評議会に集まった。
1809年7月16日革命の後、この革命に対抗するためにペルー総督府やブエノスアイレス総督府から王党派軍が送り込まれたが、クリオーリョにより構成されていた軍隊は、愛国の動き、すなわち独立の動きへ介入することはなかった。
ホセ・マヌエル・デ・ゴイェネチェが革命を鎮圧するために、5,000人の兵隊を引き連れプーノから到着した。ムリリョは1,000人の愛国者とともにチャカルターヤにて対峙した（1809年10月25日）。この戦いに敗れ、ラパス近くの山間の町、ソンゴへと敗走するが、この地でムリーリョはドミンゴ・トリスタン将軍の部隊に捕らえられてラパスへと移送され、ゴイェネチェに引き渡された。
ムリーリョは軍からの逃亡を試みるが捕まり、1810年1月29日に他の愛国者たちとともに絞首刑に処された。処刑される前に次の言葉を残している。
毎年7月16日には、ラパスの町では、1809年の愛国運動を記念した催し物が行われる。この催し物は殉職者の家にある自由のトーチに火を灯すことからはじめられ、その後、ラパス市内中心部をパレードする。パレードに参加する市民は、手にペドロ・ドミンゴ・ムリーリョを象徴するトーチを持つことから、このパレードは「トーチのパレード」と呼ばれる。